# Freiheitsgrad

Die sechs Freiheitsgrade eines Körpers im freien Raum (mit den bei Fahrzeugen üblichen Bezeichnungen der Rotationsachsen): vor/zurück (forward/back), herauf/herunter (up/down), links/rechts (left/right), gieren (yaw), nicken (pitch), rollen (roll)

Freiheitsgrad bezeichnet im engen, mechanischen Sinn jede voneinander unabhängige (und in diesem Sinne „frei wählbare“) Bewegungsmöglichkeit, im weiteren Sinne jeden unabhängigen veränderlichen inneren oder äußeren Parameter eines Systems. Das System muss dabei folgende Eigenschaften haben:
- Es ist durch die Spezifizierung der Parameter eindeutig bestimmt.
- Wird ein Parameter weggelassen, so ist das System nicht mehr eindeutig bestimmt.
- Jeder Parameter kann verändert werden, ohne dass sich die anderen Parameter verändern.

Bei kinematischen Ketten wird die Zahl der Freiheitsgrade auch Laufgrad genannt. Ein starrer Körper im Raum hat demnach sechs Freiheitsgrade, denn man kann den Körper in drei voneinander unabhängige Richtungen bewegen (Translation) und um drei voneinander unabhängige Achsen drehen (Rotation).

## Mechanik

Sich in einer Ebene bewegendes Doppelpendel: Das System hat zwei Freiheitsgrade. Sein Zustand ist durch zwei Drehwinkel und vollständig beschrieben. Für sich betrachtet, hat der Massenpunkt nur einen Freiheitsgrad. Seine Position ist schon durch den Drehwinkel beschrieben.

Jeder Freiheitsgrad eines physikalischen Systems entspricht einer unabhängigen verallgemeinerten Koordinate, mit der das System beschrieben werden kann.
Was mit dem Wort „unabhängig“ gemeint ist, sieht man an einem Beispiel: Angenommen, ein Teilchen befindet sich in einer Ebene (z. B. auf einem Tisch) mit einem Koordinatensystem und kann sich in dieser Ebene nur entlang einer „schrägen“ Geraden bewegen. Die Position des Teilchens kann dann durch eine einzige Zahl beschrieben werden. Es gibt dafür zwar verschiedene Möglichkeiten, z. B.
- die x-Koordinate des Teilchens (über die Geradengleichung lässt sich daraus dann auch die y-Koordinate eindeutig berechnen),
- die y-Koordinate (daraus lässt sich umgekehrt die x-Koordinate berechnen),
- die Winkel-Koordinate in einem polaren Koordinatensystem
- oder den Abstand von einem vorgegebenen festen Punkt auf der Geraden.

In jedem dieser Fälle reicht jedoch stets die Angabe eines einzelnen Werts zur Festlegung der Position. Das Teilchen besitzt daher also nur einen Freiheitsgrad.
Die Zahl der verallgemeinerten Koordinaten ist eine Systemeigenschaft. Beispielsweise hat ein freier Massenpunkt im Raum drei Translationsfreiheitsgrade, die seine Position festlegen. Da ein Punkt keine Ausdehnung hat, hat er jedoch keine Orientierung. Ein starrer Körper besitzt demgegenüber zusätzlich noch drei Rotationsfreiheitsgrade, jeweils beschreibbar durch Drehwinkel. Dies gilt für die Freiheitsgrade im Großen – siehe auch Grüblersche Gleichung bzw. Abschnitt Technische Mechanik und Grüblersche Gleichung.

### Holonome und nicht-holonome Systeme
Den Freiheitsgraden im Großen, beispielsweise nach Grübler, stehen die Freiheitsgrade im Kleinen, das heißt bei infinitesimaler Betrachtung eines mechanischen Systems, gegenüber. Dabei gilt, dass die Freiheitsgrade im Kleinen jeweils echt kleiner oder gleich derer im Großen sind. Nicht-holonome Systeme sind solche, bei deren nicht-holonome (anholonome) Zwangsbedingungen vorhanden sind, weshalb die infinitesimale Bewegungsfreiheit der Systeme eingeschränkt ist.

### Technische Mechanik und Grüblersche Gleichung

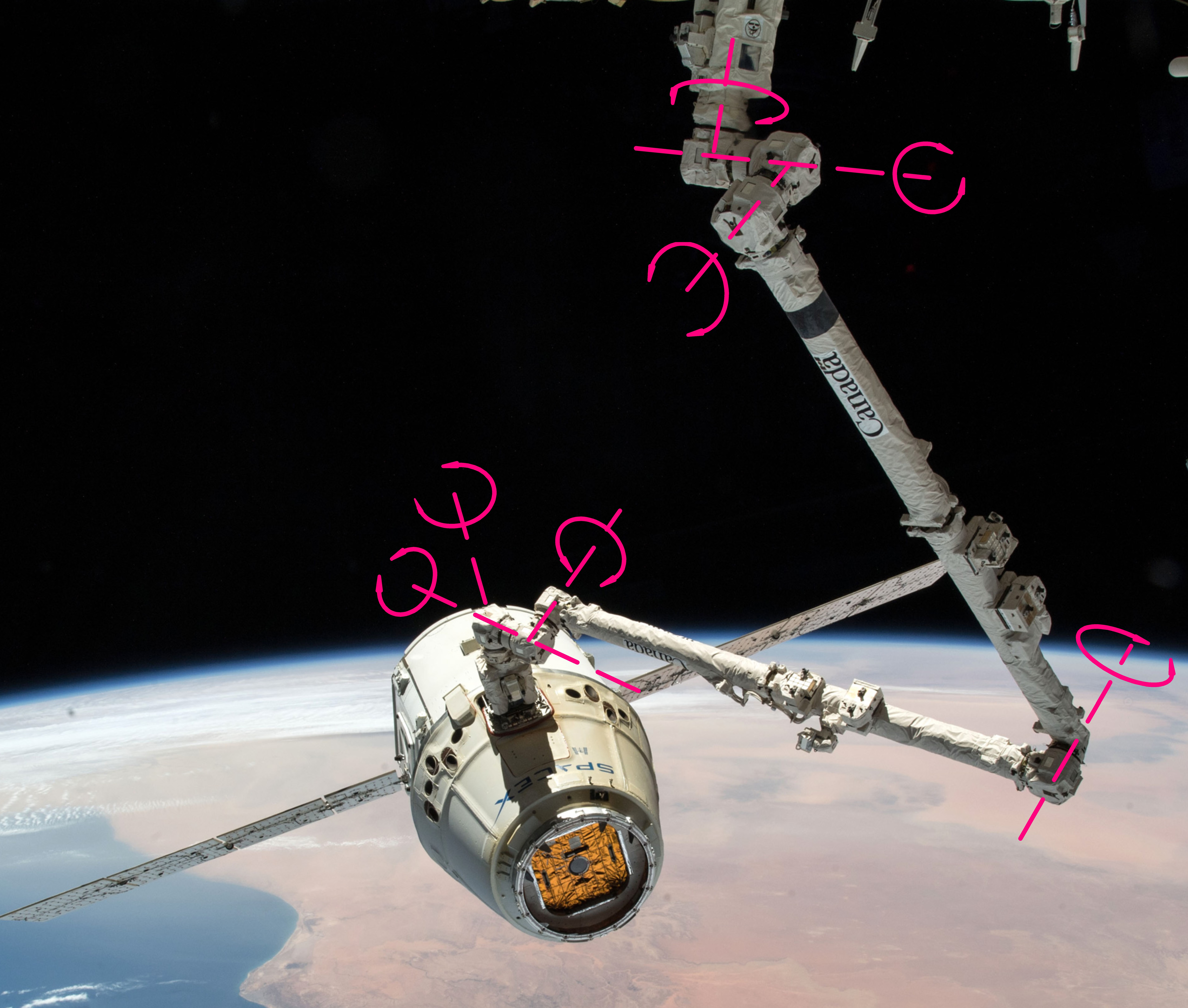
Die sieben Freiheitsgrade des Canadarm2

Gemäß der Grüblerschen Gleichung ist die Zahl der Freiheitsgrade eines Systems, das aus vielen Teilsystemen gebildet wird, gleich der Summe der Freiheitsgrade der Teilsysteme, sofern diese nicht durch Zwangsbedingungen eingeschränkt wird. Beispielsweise hat ein Auto in der Ebene drei Freiheitsgrade (Positionswechsel entlang von x- und y-Koordinate sowie Fahrtrichtung). Ein einachsiger Anhänger hat vier Freiheitsgrade, da er zusätzlich noch nach vorn und hinten kippen kann. Wird der Anhänger an das Auto angehängt, hat das Gesamtsystem dennoch nur insgesamt vier Freiheitsgrade (Positionswechsel entlang von x- und y-Koordinate, Drehung des Zugfahrzeugs sowie Änderung des Winkels, in dem der Anhänger zum Zugfahrzeug steht), da das Kippen sowie die unabhängige Bewegung des Anhängers durch die Anhängerkupplung unterbunden wird.

#### Freiheitsgrad als Physikalische Größe
In der Technischen Mechanik (im engeren Sinne in der Kinematik und der Kinetik) wird unter Freiheitsgrad bevorzugt die Zahl der Bewegungsfreiheiten in einem mechanischen System verstanden. Eine einzelne Bewegungsfreiheit wird dann nicht Freiheitsgrad, sondern eine Freiheit der Bewegung oder eben eine Bewegungsfreiheit genannt. Der Freiheitsgrad, in dem mehrere Freiheiten der Bewegungen zusammengefasst sind, wird als Physikalische Größe behandelt. Diese hat das Formelzeichen {\displaystyle f}. Ihr Größenwert ist eine dimensionslose ganze Zahl.  Siehe auch Laufgrad.
Grundsätzlich lassen sich folgende Fälle unterscheiden:
- Für {\displaystyle f\geq 1} kann sich das System bewegen (Mechanismus)
  - Für {\displaystyle f>1} ist das System in sich beweglich, d. h. die Bewegungen mehrerer Elemente müssen vorgegeben werden (z. B. mehrere Antriebe), damit die Bewegungen aller Elemente definiert sind.
  - Für {\displaystyle f=1} liegt „Zwanglauf“ vor. Gibt man die Bewegung eines Elementes vor (z. B. ein Antrieb), sind auch die Bewegungen aller restlichen Elemente definiert. Beispiele: Ein Punkt bewegt sich entlang einer Linie. In einem (idealisierten) Zahnradgetriebe bewirkt die Drehung eines Zahnrads stets eine genau definierte Bewegung aller anderen Zahnräder.
  - Bei {\displaystyle f=2} können sich z. B. zwei Punkte eines Systems unabhängig voneinander jeweils entlang einer Linie bewegen, ein einzelner Punkt kann sich in einer Ebene bewegen, oder in einem Getriebe ist neben der Drehbewegung eine weitere Bewegung möglich, etwa wenn es sich in einen zweiten Gang schalten lässt.
- Für {\displaystyle f\leq 0} kann sich das System nicht bewegen
  - Für {\displaystyle f=0} liegt ein statisch bestimmtes System vor, das nur genau eine Position einnehmen kann.
  - Für {\displaystyle f<0} liegt ein statisch überbestimmtes System vor, das nicht nur unbeweglich ist, sondern zusätzlich mit Kräften beansprucht wird.

### Beispiel: Doppelpendel
Zwei freie Punktmassen {\displaystyle m_{1}} und {\displaystyle m_{2}} haben im dreidimensionalen Raum jeweils drei Translationsfreiheiten, insgesamt also sechs. Ein Doppelpendel, das über Drehgelenke verbunden ist, kann jedoch nur in einer Ebene schwingen, so dass seine Beweglichkeit durch folgende Zwangsbedingungen eingeschränkt ist (s. Abb.):
- {\displaystyle m_{1}} befindet sich in der {\displaystyle xy}-Ebene ({\displaystyle z_{1}=0}), {\displaystyle m_{2}} ebenso ({\displaystyle z_{2}=0}).
- Die Stäbe der beiden Pendel sind starr ({\displaystyle L_{1}=\mathrm {const.} } und {\displaystyle L_{2}={\text{const.}}}). Jede Punktmasse kann sich daher nur auf einem Kreisbogen rund um den Kreismittelpunkt bewegen.

Diese vier Zwangsbedingungen reduzieren die Zahl der Bewegungsfreiheiten auf {\displaystyle f=6-4=2}. Für die Beschreibung des Systems genügen daher die beiden Winkel {\displaystyle \theta _{1}} und {\displaystyle \theta _{2}} als unabhängige verallgemeinerte Koordinaten.

### Beispiel: Gelenke
Im Gelenk eines Mechanismus sind zwei Teile miteinander beweglich verbunden. Die Anzahl der möglichen Bewegungen in einem Gelenk-System sind eins bis fünf (von den prinzipiell sechs Bewegungsfreiheiten des ungebundenen starren Körpers wird mindestens eine im Gelenk unterbunden). Der Freiheitsgrad einfacher Gelenke ist eins bis drei. Darüber hinaus müssen mehrere einfache Gelenke kombiniert werden (Gelenk-System).
Bei einem Freiheitsgrad kleiner eins handelt es sich nicht um ein Gelenk, sondern um eine Einspannung.
| Gelenktyp                 | Freiheitsgrad                                                                 | Abb.    |
| ------------------------- | ----------------------------------------------------------------------------- | ------- |
| Drehgelenk                | {\displaystyle f=1} → Drehung                                                 | Fig. 2. |
| Schraubgelenk             | {\displaystyle f=1} → auf Schraubenlinie schiebbar                            | Fig. 3. |
| Drehschub-, Plattengelenk | {\displaystyle f=3} → Längs-, Querbewegung (über eine kurze Strecke), Drehung | Fig. 5. |
| Drehschubgelenk           | {\displaystyle f=2} → Längsbewegung, Drehung                                  | Fig. 6. |
| Kugelgelenk               | {\displaystyle f=3} → 3 Drehungen                                             | Fig. 7. |
|                           |                                                                               |         |

## Thermodynamik und statistische Mechanik

### Freiheitsgrade eines Massenpunkts
Ein Massenpunkt kann (bezogen auf seinen Schwerpunkt) weder rotieren noch schwingen, sondern nur in den drei Raumrichtungen bewegen. Er hat
{\displaystyle f=3}
Freiheitsgrade. Die Atome einatomiger Gase wie die Edelgase zeigen ein dementsprechendes thermodynamisches Verhalten, solange ihre thermische Energie unterhalb der Anregungsschwelle innerer angeregter Zustände bleibt.

### Freiheitsgrade der Moleküle

Komplexe Moleküle besitzen sehr viele Freiheitsgrade

Jedes Molekül mit {\displaystyle n} Atomen hat allgemein
{\displaystyle f=3n}
Freiheitsgrade, weil man für jedes Atom drei Koordinaten braucht, um seine Position zu definieren. Diese kann man formal in Translations-, Rotations- und innere Schwingungsfreiheitsgrade einteilen:
{\displaystyle {\begin{aligned}f&=f_{\mathrm {trans} }+f_{\mathrm {rot} }+f_{\mathrm {vib} }\\\Rightarrow f_{\mathrm {vib} }&=3n-f_{\mathrm {trans} }-f_{\mathrm {rot} }\end{aligned}}}
Für {\displaystyle n}-atomige Moleküle gilt:
|                                      | lineare Moleküle     | nicht lineare Moleküle |
| ------------------------------------ | -------------------- | ---------------------- |
| {\displaystyle f_{\mathrm {trans} }} | {\displaystyle 3}    | {\displaystyle 3}      |
| {\displaystyle f_{\mathrm {rot} }}   | {\displaystyle 2}    | {\displaystyle 3}      |
| {\displaystyle f_{\mathrm {vib} }}   | {\displaystyle 3n-5} | {\displaystyle 3n-6}   |
| Summe {\displaystyle f}              | {\displaystyle 3n}   | {\displaystyle 3n}     |

Komplexe Moleküle mit vielen Atomen haben daher viele Schwingungsfreiheitsgrade (siehe Molekülschwingung) und liefern somit einen hohen Beitrag zur Entropie.
Bei Molekülen, die auf Festkörperoberflächen adsorbiert sind, kann die Anzahl an Freiheitsgrade reduziert sein. Beispielsweise kann statt drei Rotationsfreiheitsgraden eines Moleküls in der Gasphase für das adsorbierte Molekül nur einer möglich sein. Gleiches gilt für Translationsfreiheitsgrade, die z. B. von drei (Gasphase) zu nur zwei im Fall der Adsorption werden können.
Aufgrund der diskreten Energieniveaus der Quantenmechanik können bei niedrigen Energien meist nicht alle {\displaystyle f} Freiheitsgrade angeregt werden, da der erste angeregte Zustand bereits eine zu hohe Energie besitzt. Dadurch kann ein System bei einer gegebenen Temperatur effektiv weniger Freiheitsgrade haben:
{\displaystyle f_{\mathrm {eff} }\leq f}
Zum Beispiel hat ein Atom bei Raumtemperatur effektiv nur die drei Translationsfreiheitsgrade, da die mittlere Energie so niedrig ist, dass atomare Anregungen praktisch nicht vorkommen.
Das Konzept der Freiheitsgrade aus der Mechanik taucht auch in der statistischen Mechanik und Thermodynamik auf: die Energie eines thermodynamischen Systems verteilt sich gemäß dem Äquipartitionstheorem gleichmäßig auf die einzelnen Freiheitsgrade. Die Zahl der Freiheitsgrade geht in die Entropie ein, die ein Maß für die Zahl der erreichbaren Zustände ist. Thermodynamische Systeme haben generell sehr viele Freiheitsgrade, etwa in der Größenordnung von 1023, der Größenordnung der Avogadro-Konstanten, da sie üblicherweise Stoffmengen in der Größenordnung eines Mols enthalten. Es können allerdings viele gleichartige Systeme mit jeweils nur wenigen Freiheitsgraden zustande kommen, z. B. 1023 Atome mit effektiv (s. u.) je drei Freiheitsgraden.
Man kann die innere Energie {\displaystyle U} eines idealen Gases mit {\displaystyle N} Teilchen in Abhängigkeit von der Temperatur {\displaystyle T} und der Anzahl {\displaystyle f_{U}} der Freiheitsgrade eines Gasteilchens angeben:
{\displaystyle U=N\cdot {\frac {f_{U}}{2}}\cdot k_{\mathrm {B} }\cdot T}
mit der Boltzmann-Konstante {\displaystyle k_{\mathrm {B} }}.
Hierbei ist wichtig, dass Schwingungen bei der Bestimmung von {\displaystyle f_{U}} doppelt gezählt werden, da sie sowohl kinetische als auch potentielle Energie besitzen (s. u.):
{\displaystyle f_{U}=f_{\mathrm {trans} }+f_{\mathrm {rot} }+2\cdot f_{\mathrm {vib} }}
| Stoff                          | Freiheitsgrade                       | Freiheitsgrade                     | Freiheitsgrade                     | Freiheitsgrade    | Freiheitsgrade                     | Freiheitsgrade        |
| ------------------------------ | ------------------------------------ | ---------------------------------- | ---------------------------------- | ----------------- | ---------------------------------- | --------------------- |
|                                | {\displaystyle f_{\mathrm {trans} }} | {\displaystyle f_{\mathrm {rot} }} | {\displaystyle f_{\mathrm {vib} }} | {\displaystyle f} | {\displaystyle f_{\mathrm {eff} }} | {\displaystyle f_{U}} |
| Gasmolekül, 1-atomig           | 3                                    | 0                                  | 0                                  | 3                 | 3                                  | 03                    |
| Gasmolekül, 2-atomig           | 3                                    | 2                                  | 1                                  | 6                 | 5                                  | 07                    |
| Gasmolekül, 3-atomig linear    | 3                                    | 2                                  | 4                                  | 9                 |                                    | 13                    |
| Gasmolekül, 3-atomig gewinkelt | 3                                    | 3                                  | 3                                  | 9                 |                                    | 12                    |
| 1 Atom im Festkörper           | 0                                    | 0                                  | 3                                  | 3                 |                                    | 06                    |

Ein zweiatomiges Molekül wie molekularer Wasserstoff hat – neben den elektronischen Anregungen – sechs Freiheitsgrade: drei der Translation, zwei der Rotation, und einen Schwingungsfreiheitsgrad. Rotation und Schwingung sind quantisiert und bei geringer Gesamtenergie eines Moleküls können Rotations- und Schwingungszustände über dem Grundzustand nicht angeregt werden; man sagt, diese Freiheitsgrade seien „eingefroren“. Rotation wird bereits ab mittleren, Schwingung erst bei höheren Temperaturen angeregt. So verhalten sich die meisten zweiatomigen Gase wie z. B. Wasserstoff, Sauerstoff oder Stickstoff unter Normalbedingungen effektiv so, als hätten die Einzelmoleküle nur fünf Freiheitsgrade, was sich am Adiabatenexponenten ablesen lässt. Bei sehr tiefen Temperaturen haben sie nur drei Freiheitsgrade, bei hohen Temperaturen sind dem System alle Freiheitsgrade zugänglich.

### Freiheitsgrade der Zustandsgrößen
Die thermodynamischen Freiheitsgrade der Zustandsgrößen auf makroskopischer Ebene ergeben sich für beliebige Systeme im thermodynamischen Gleichgewicht über die Gibbssche Phasenregel.